# كارلتون مايرز
كارلتون مايرز (بالإيطالية: Carlton Myers)‏ مواليد 30 مارس 1971 في لندن، هو لاعب كرة سلة بريطاني سابق بدأ مسيرته الاحترافية في سنة 1988. يبلغ طوله 6 قدم 3.75 بوصة (1.9 م). مثّل منتخب بلاده. شارك في مسابقة كرة السلة في الألعاب الأولمبية الصيفية. اعتزل اللعب في 2010.

## فرق لعب لها
- فيكتوريا يبرتاس بيزارو
- فيرتوس روما
- نادي بلد الوليد لكرة السلة

## الميداليات
| الميدالية | المسابقة                         |
| --------- | -------------------------------- |
| فضية      | بطولة أمم أوروبا لكرة السلة 1997 |
| ذهبية     | بطولة أمم أوروبا لكرة السلة 1999 |

## روابط خارجية
- كارلتون مايرز على موقع الاتحاد الدولي لكرة السلة (الإنجليزية)
- كارلتون مايرز على موقع الدوري الأوروبي لكرة السلة (الإنجليزية)
- كارلتون مايرز على موقع الدوري الإسباني لكرة السلة (الإسبانية)
- كارلتون مايرز على موقع كرة السلة الأوروبية.كوم (الإنجليزية)
- كارلتون مايرز على موقع ريلجم (الإنجليزية)
- كارلتون مايرز على موقع بروبوليرز (الإنجليزية)
- كارلتون مايرز على موقع سبورتس رفرنس (الإنجليزية)
- كارلتون مايرز على موقع أوليمبيديا (الإنجليزية)